# Ford GP
Der Ford GP ist ein US-amerikanischer Geländewagen von Ford Motor Company, welcher während des Zweiten Weltkrieges entwickelt und ab 1940 in einer Kleinserie gebaut wurde.

## Entwicklung
Am 27. Mai 1940 hatte das US-amerikanische Rüstungskomitee die Spezifikationen für ein militärisches Fahrzeug genehmigt. Hierbei wurde bestimmt, dass dieses einen Allradantrieb und eine einfache und offene Karosserie mit nahezu rechteckigen Umriss haben sollte. Weiterhin sollte das Fahrzeug drei Sitze, wobei die Rückbank eine Doppelsitzbank sein sollte, einen Radstand von 80 Zoll (2,03 m), eine Spurweite von 47 Zoll (1,19 m) und ein Höchstgewicht von 590 kg haben. Bereits Anfang Juli 1940 veröffentlichte das Kriegsministerium der Vereinigten Staaten eine Ausschreibung für ein Militärfahrzeug, welches in Vorbereitung auf den Eintritt in den Krieg bestimmt war. Dieses Fahrzeug sollte für Aufklärungs-, Verbindungs- und andere Zwecke genutzt werden. Weiterhin sollte es als Vierteltonnen-Lkw mit einem 4×4 Antrieb klassifiziert werden. Der Preis für Erfüllung sollte bei 175.000 US-Dollar liegen. Aufgrund der strengen Anforderungen und der sehr kurzen Fristen von 49 Tagen für die Lieferung eines Prototypen und 75 Tagen für den Bau einer Serie von 70 Fahrzeugen, zeigten nur zwei der 135 US-amerikanischen Autohersteller Interesse: American Bantam und Willys-Overland.
Aufgrund der großen Erfahrung und Produktionskapazität von Ford, versuchte das United States Army Quartermaster Corps (kurz: QMC) diese zur Teilnahme am Wettbewerb zu bewegen. Um dabei die bestmöglichen Fahrzeug zu erhalten, stellte das QMC den Firmen Willys und Ford die Pläne des Bantam BRC-Prototyps zur Verfügung. Dies sollten dieses Konzept in ihre Projekte mit einfließen lassen. Während der umfassenden Tests des Prototyps von Bantam, waren Vertreter beider Firmen vor Ort, um sich das Fahrzeug genauer ansehen zu können. Am 16. Oktober 1940 unterbreitete Ford sein Angebot zur Entwicklung eines Geländewagens. Am 23. November 1940 begannen die ersten Tests in Camp Holabird.
Nachdem man die Tests erfolgreich abgeschlossen hatte, erhielt der Prototyp mit der Karosserie von Ford die Bezeichnung GP. Das G steht hier für Government (deutsch: Regierung, in dem Falle Regierungsverordnung) und das P steht für den internen Code von Ford für einen Radstand von 80 Zoll (2,03 m). Eine weitere Bezeichnung dieser Fahrzeuge war auch Blitz Buggy.

## Produktion

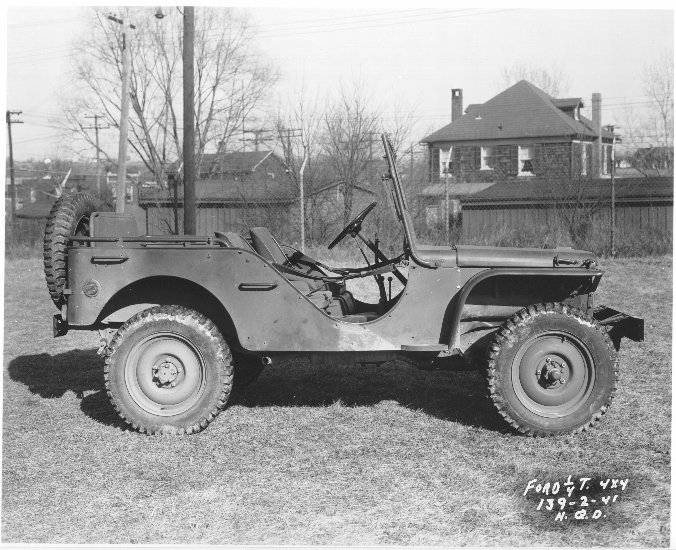
Seitenansicht des Ford GP

Ford stellte zwei geländegängige Prototypen her. Beide hatten das gleiche Fahrgestell und mechanischen Teile, unterschieden sich jedoch in der Karosserie.
Bereits am 19. November 1940, noch vor dem Abschluss der Tests der Prototypen, erhielt Ford den Auftrag über 1500 Fahrzeuge mit einer flachen Motorhaube. Offiziell unterzeichnet wurde der Vertrag Anfang 1941.
1941 erhielt Ford weitere Verträge zur Produktion des Ford GP. Dabei sollten 966 Fahrzeuge für die USA, 33 für Brasilien, 1150 für China und 270 für Großbritannien gebaut werden. Weiterhin wurden 50 Fahrzeug für die USA gebaut, welche über eine Allradlenkung verfügten. Insgesamt beliefen sich die Verträge auf 3969 Ford GP.
Aufgrund des schlechteren Motors gegenüber den Willys oder Bantam Fahrzeugen, wurde eine größere Produktion von 16.000 Fahrzeugen nicht mehr in Betracht gezogen.

## Technische Beschreibung
Als Antrieb diente ein Vierzylinder-Ottomotor von Ford, der auch beim Ford 9N Traktor verwendet wurde. Dieser Motor leistete 40 hp bei einem Hubraum von 1.966 cm³. Das Getriebe stammte vom Ford A. Ein Vorgelegegetriebe mit zuschaltbarem Frontantrieb und zwei Gängen (ein kurz übersetzter Geländegang) von Spicer wurde ebenfalls eingebaut, wie bei Bantam und Willys. Die  Antriebswellen hatten Rzeppa-Gelenke.
Der Prototyp mit der der Karosserie von Ford wurde umgangssprachlich auch Pygmäe genannt. Das Design unterschied sich damals zu anderen Geländewagen durch eine breite und flache Motorhaube, die auch die Scheinwerfer verdeckte. Der Kühlergrill bestand aus vertikalen Flachstreben mit horizontalen Querträgern und zwei runde Löcher vor den Scheinwerfern. Die Scheinwerfer konnten umgedreht werden um den Motorraum auszuleuchten. Der Kraftstofftank befand sich unter dem Fahrersitz. Dieses Karosserie wurde später für alle Fahrzeuge genutzt.
Der zweite Prototyp war von der Budd Manufacturing Company aus Philadelphia und hatte ein rationelleres Aussehen und ähnelte mehr den Fahrzeugen von Bantam und Willys. Die Motorhaube war schmaler, es gab rechteckige Träger aus vertikalen Stangen an der Vorderseite und die Scheinwerfer waren auf den Kotflügeln montiert. Die Windschutzscheibe konnte abgeklappt werden.
Der markanteste Unterschied zwischen dem Ford GP und dem Willys MB waren das niedrigere Profil des Motors und der Motorhaube sowie die abgerundeten Kotflügel.

## Einsatz

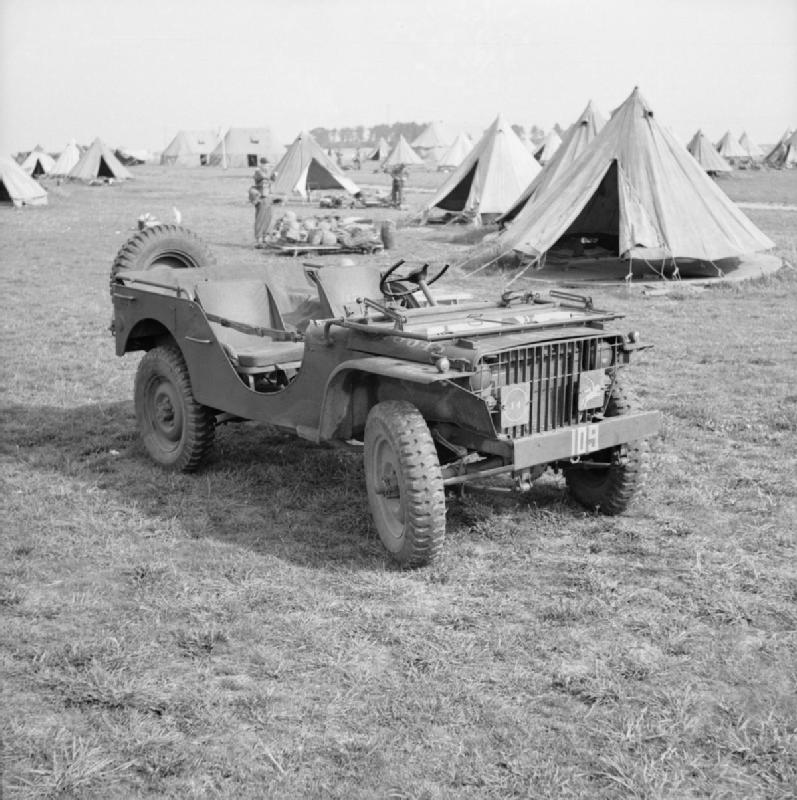
Ein Ford GP der britischen Armee

Ursprünglich wurde der Ford GP von den Streitkräften der US-Armee eingesetzt. Durch Exporte wurde der Geländewagen auch in Brasilien, China und Großbritannien eingesetzt. Nach der Massenproduktion des Willys MB wurden die Ford GP an Alliierte Streitkräfte abgegeben. Hauptnutzer waren danach Großbritannien und die Sowjetunion.
Bis Dezember 1941 wurden 700 Ford GP in die Niederlande für Niederländische Ostindien-Kompanie geliefert. Einige Fahrzeuge der niederländischen Streitkräfte wurden von japanischen Truppen erbeutet. Durch den Einsatz der Fahrzeuge in der sowjetischen Armee, erbeutete auch die Wehrmacht einige dieser Fahrzeuge.